# Уолстенхолм, Крис
Кристофер Тони Уолстенхолм (англ. Christopher Tony Wolstenholme; род. 2 декабря 1978, Ротерем, Саут-Йоркшир, Великобритания) — британский басист, бэк-вокалист и один из композиторов группы Muse. Кроме того, он иногда играет на гитаре вместо баса и играет на клавишных, но очень редко и только на живых выступлениях. Играет на электрогитаре, басу, клавишных, а также заменял ударника в одной из малоизвестных групп. На концерте на фестивале Rock Am Ring сыграл на губной гармошке. В клипе «Unintended» и на некоторых концертах во время исполнения этой же песни играл на контрабасе.

## Оборудование
С начала карьеры в Muse Крис переиграл на множестве различных бас-гитар, начиная с Warwick и Bass Collection наряду с электро контрабасом в песне Unintended. Он предпочитает использовать усилитель Ampeg SVT с 1×18, 2×10 и 2×12 кабинетами.
Уолстенхолм часто использует эффект дисторшн. Предпочитая Electro Harmonix Big Muff distortion / sustainer, использует его наряду с BOSS Bass Overdrive и другими эффектами.
В период альбома «Origin of Symmetry» Уолстенхолм использовал много изготовленных на заказ басов Pedulla, главным образом c 5-струнными грифами, переоборудованных под широкие 4-х струнные грифы. Использует только басы Pedulla Rapture SB4 с единственным хамбакером; бас JB4 с двумя джазовыми звукоснимателями, показанный в видео Plug In Baby, был продан на eBay. Уолстенхолм также использовал два Marshall усилителя (3 кабинета в общем, считая его комбоусилитель), он имел два раздельных канала, один для чистого баса и один для перегруженного. Крис, как также известно, использовал Marshall Bass State b150, который он сильно перегружает, считая, что он «приятно перегружается». Его педал-борд также расширился, чтобы включить некоторые эффекты Line6 и больше эффектов BOSS.
Для третьего альбома Muse, «Absolution», Уолстенхолм держал басы Pedulla, но также сделал запись используя басы Warwick (его старые) и другие. Он также добавил Fender Jazz Bass в свой lineup для Sing for Absolution и Zon Sonus Studio 4. На живом концерте под «Stockholm Syndrome» Уолстенхолм использовал старую бас-гитару Pedulla Rapture SB5, но колок от неё был поврежден и теперь она используется только как 4-х струнная бас-гитара. Причиной поломки было то, что Уолстенхолм бросил её на сцену из зала, затем в басовый барабан Доминика Ховарда на самом большом фестивале Великобритании — Гластонбери.
Он все ещё использовал свой усилитель Marshall, и также включал больше rackmount эффектов в виде Line6 Bass Pod и модуляторов фильтра и т. д. Его педал-борд эффектов стал настолько большим, что Rocktron All Access MIDI контроллеры используются как на сцене так и вне её, чтобы управлять всем. Также добавилась педаль Akai Deep Impact Synth для хита «Time Is Running Out» и Digitech Synth Wah наряду с большим количеством других эффектов.
Для «Black Holes and Revelations» Уолстенхолм изменил педал-борд почти полностью. Теперь предпочитая Rickenbacker 4003 и Fender Jazz Bass как для новых песен так и для старых, он также использует медиатор в нескольких новых песнях, включая «Assassin», начало «Map of the Problematique», начало «Invincible», и начало и середина «Knights of Cydonia», согласно выступлению Muse 26 августа 2006 на Reading Festival. Он также играет на контрабасе в «Soldier’s Poem». Electro Harmonix Big Muff используется чаще в этом альбоме, почти в каждом треке. Крис поёт, иногда через вокодер, что наиболее заметно в «Supermassive Black Hole».
На DVD HAARP Tour он замечен играющим на гитаре, с Морганом Николлсом на басу, и Беллами на фортепиано. На DVD он использует PRS 513 Rosewood. Перед «Knights of Cydonia» в 2008 на V Festival Уолстенхолм играл «Man With The Harmonica» (композитор Эннио Морриконе) на гармонике, что сочетается с западным стилем песни.

## Личная жизнь
В 2003 году Крис женился на своей школьной подруге Келли, от которой на тот момент имел двоих детей - сына Элфи и дочь Ава-Джо. Позднее в их браке были рождены ещё четверо детей - Фрэнки, Эрни, Бастер и Тедди Дороти. До недавних пор семья Уолстенхолмов проживала в г. Фоксрок,  Ирландия.
В 2018 году стало известно, что Крис и Келли развелись некоторое время назад (предположительно в феврале 2017 года). Более точные даты указать трудно, поскольку Крис, будучи человеком семейным, редко посвящал поклонников в свою личную жизнь, и для многих его развод с Келли стал настоящим шоком. Известно, что 3 июля 2018 года он уже встречался с некой Кэрис Бэлл и удочерил её детей - Табиту и Индиану. 3 ноября 2018 года пара объявила о своей свадьбе в начале декабря 2018 года. 3 марта 2020 года у них родилась дочь Мэйбел Аврора Болл Уолстенхолм. 29 октября 2021 года большая семья Уолстенхолмов пополнилась очередным ребёнком - Дюком Бадди Болл Уолстенхолмом. 